# أسفلت 3: قواعد الشارع
أسفلت 3 : قواعد الشارع (بالإنجليزية: Asphalt 3 : Street Rules)‏ هي لعبة فيديو سباق من إنتاج جيم لوفت أصدرت في عام 2006 على الهواتف المحمولة القائمة على جافا، في عام 2007 على الهواتف المحمولة التي لا تعتمد على جافا وأصدرت في عام 2008 لمنصة الألعاب إن-غيج من نوكيا. تعتبر أسفلت 3 : قواعد الشارع أول لعبة محمولة تلعب في مسابقة World Cyber Games. كانت هذه هي المرة الأولى في السلسلة التي لم تصدر من أجل نينتندو دي أس آي.

## طريقة اللعب
تتكون طريقة اللعب من مجموعة متنوعة من الأحداث:
- السباق : حيث يبدأ اللاعب من أسفل الشبكة ويتنافس ضد سبعة متسابقين آخرين، بهدف رئيسي هو المركز الأول في نهاية ثلاث لفات، مع تجنب طرادات الشرطة وحواجز الطرق.
- المبارزة : سباق «واحد لواحد» حيث يجب على اللاعب اللحاق بالخصم الوحيد وتجاوزه ليحتل المركز الأول في نهاية جولتين للفوز.
- أهزمهم جميعا: في هذا الوضع، هدف اللاعب هو تحطيم عدد معين من سيارات السباق المنافسة أو سيارات الشرطة قبل نهاية الدورة الثالثة.
- مطاردة الشرطة: يتميز هذا الوضع بالمتسابق الذي يقوم بدور الشرطي، وذلك بهدف تحطيم المتسابق الرئيس، دون الإضرار بالمتسابقين الآخرين والسيارات المدنية. يبدأ اللاعب بمبلغ 30 ألف دولار نقدًا ويخسر المال في كل مرة يتسبب فيها في «أضرار جانبية».
- هجوم نقدي : هذا الوضع مشابه للسباق العادي، إلا مع الهدف الإضافي المتمثل في كسب أكبر قدر ممكن من المال، من خلال أعمال غير قانونية مثل الانجراف، والسرعات الزائدة، وعمليات الإزالة.

يعني عدم أهليته من السباق أن اللاعب يفشل في إنهاء السباق على الرغم من أن جميع المتسابقين الآخرين قد أنهوا السباق. عندما يتم استبعاد اللاعب، تحطمت سيارته ويحصلون على أقل مبلغ أو لا يحصلون على أي قدر ممكن من الائتمانات.
في أسفلت 3: قواعد الشارع ، يحظر نوع سباق مطاردة الشرطي بشكل صارم التدمير من أي نوع وسيقوم على الفور باستبعاد اللاعب إذا تحطم.
لا يحدث فقدان الأهلية في أسفلت 3 : قواعد الشارع بها ضربة قاضية. في الحالة الأولى، يمكن استبعاد اللاعب بدلاً من ذلك.